# Калашников, Анатолий Петрович
Анатолий Петрович Калашников (род. 1940) — председатель колхоза им. Ленина села Никольск, Герой Социалистического Труда. Член КПСС с 1964 года. Депутат Совета Союза Верховного Совета СССР 11 созыва (1984-1989) от Бурятской АССР. Депутат Верховного Совета Казахской ССР.

## Биография
Родился 26 февраля 1940 года на станции Чернышевск Читинской области, в семье железнодорожника. В раннем возрасте был взят на воспитание дедушкой в село Никольск. Окончил десятилетнюю школу.
С 1954 года начал работать в колхозе прицепщиком, затем – трактористом. Поступил учиться в БСХИ на агрономический факультет. С первого курса был призван в армию, четыре года  прослужил в батальоне связи. В армии, в 1964 году, вступил в ряды КПСС.  Вернувшись в родное село, стал работать бригадиром тракторной бригады. Заочно окончил Бурятский сельскохозяйственный техникум им. Ербанова.
В 1970 году избран секретарем партийной организации колхоза им. Ленина в селе Никольск. В 1978 году стал председателем правления колхоза, работал им до 1998 года. С 1986 года –  член обкома КПСС Бурятской АССР.
В 1985 году коллектив колхоза им. Ленина за высокие показатели в труде удостоен переходящего Красного Знамени Совета Министров РСФСР, ВЦСПС и ЦК ВЛКСМ.

## Награды
- Герой Социалистического Труда (25 августа 1989 года —  «за  достижение выдающихся результатов в увеличении производства и продажи государству сельскохозяйственной продукции, большой личный вклад в развитие сельского хозяйства и проявленную трудовую доблесть»)
- Орден Ленина (25 августа 1989 года)
- Орден «Знак Почёта» (21 декабря 1983 года)
- Юбилейная медаль «Двадцать лет Победы в Великой Отечественной войне 1941—1945 гг.» (1965 год)
- Медаль «В ознаменование 100-летия со дня рождения В.И. Ленина» (1970 год)
- две Почётных грамоты Президиума Верховного Совета Бурятской АССР (1973 год — в связи с 50-летием Бурятской АССР; 1976 год — за выполнение заданий  9-й пятилетки)
- Заслуженный агроном Бурятской АССР (1983 год)
- Ударник 11-й пятилетки (1986 год)